# Iripau
Iripau (denominada localmente Patio) es una comuna asociada de la comuna francesa de Tahaa que está situada en la subdivisión de Islas de Sotavento, de la colectividad de ultramar de Polinesia Francesa.

## Composición
La comuna asociada de Iripau comprende una fracción de la isla de Tahaa y los trece motus más próximos a dicha fracción:
| 'Comuna asociada de Iripau'  |                  |                  |                    |
| Fracción de la isla de Tahaa | Población (2012) | Superficie (km²) | Densidad (hab/km²) |
| Iripau                       | 1250             | -                | -                  |
| Islotes                      | Población (2012) | Superficie (km²) | Densidad (hab/km²) |
| Areaati                      | -                | -                | -                  |
| Atahiri                      | -                | -                | -                  |
| Farufaru                     | -                | -                | -                  |
| Moie                         | -                | -                | -                  |
| Motutupe                     | -                | -                | -                  |
| Mututane                     | -                | -                | -                  |
| Otia                         | -                | -                | -                  |
| Poaraara                     | -                | -                | -                  |
| Pufee                        | -                | -                | -                  |
| Reia                         | -                | -                | -                  |
| Tehotu                       | -                | -                | -                  |
| Tetuhinu                     | -                | -                | -                  |
| Vaihuaru                     | -                | -                | -                  |

## Demografía
| Gráfica de evolución demográfica de Iripau entre 1977 y 2012 |
|                                                              |

Fuente: Insee